# Зиґмунт Поляк
Зиґмунт Францішек Поляк (пол. Zygmunt Franciszek Polak; псевдо «Зиґмунт»; 7 листопада 1896, с. Шманьківчики, Австро-Угорщина — 31 березня 1982) — полковник піхоти Війська Польського, активіст руху за польську незалежність, кавалер ордена «Virtuti Militari».

## Життєпис
Зиґмунт Поляк народився 7 листопада 1896 року в селі Шманьківчиках, в тодішньому Чортківському повіті Королівства Галичини і Лодомерії, в родині Яна та Францішки, уроджених Ястшембець-Старчевських. Навчався у ІІ ц. к. гімназії з польською мовою викладання у Станиславові. У 1914 році закінчив навчання у VIIc класі.
1 травня 1925 року був переведений з II відділу до V відділу Генерального штабу на посаду начальника організаційного відділу.
У лютому 1929 року переведений до 32-го піхотного полку в Модлині на посаду командира полку. 10 листопада 1930 року Президент Республіки Польща присвоїв йому звання полковника зі старшинством від 1 січня 1931 року і 7-й ранг в піхотному корпусі. З 19 листопада 1931 року був звільнений з посади командира полку і переданий у розпорядження командувача Корпусного округу № 1, зі збереженням попередньої надбавки за вислугу років. У березні 1932 року переведений до 53-го піхотного полку в Стрий на посаду командира полку. У липні 1935 року був звільнений з посади. З жовтня того ж року залишався без посад, а наступного року вийшов на пенсію.
Під час Варшавського повстання перебував на посаді командира тактичного відділу «Топор» Армії Крайової. Помер 31 березня 1982 року.

## Нагороди
- Срібний хрест військового ордену «Virtuti Militari»;
- Хрест Незалежності (16 вересня 1931) — за роботу над відновленням незалежності[5][3];
- Офіцерський хрест ордена Відродження Польщі[1];
- Хрест Хоробрих (нагороджений сім разів)[1];
- Пам'ятна медаль учаснику війни 1918-1921 років[1];
- Медаль «Десятиліття здобутої незалежності»[1];
- Медаль «Перемога»[1];
- Знак за поранення та контузії з двома зірками[1].